# Guerra do Condado de Johnson
A Guerra do Condado de Johnson (Johnson County War, em inglês), foi um conflito armado ocorrido entre 1889 e 1893, no estado do Wyoming, no Oeste dos Estados Unidos.
O conflito surgiu a partir da união de grandes pecuaristas que fundaram uma associação chamada Wyoming Stock Growers Association (WSGA), essa associação começou a contratar detetives para perseguir aqueles que eles acreditavam ser ladrões de gado, porém muitos desses suspeitos ladrões, eram na verdade apenas pequenos produtores, que ameaçavam o monopólio dos grandes pecuaristas.
Com o passar do tempo a onda de violência foi crescendo, fazendo com que os grandes fazendeiros da área contratassem pistoleiros para que invadissem as propriedades dos pequenos produtores da região e os intimidassem, essa ação despertou a ira dos pequenos produtores do Condado de Johnson, que reunindo uma milícia local passaram a se defender desses ataques. O impasse só teve um final, quando o presidente Benjamin Harrison, ordenou que as tropas federais intervissem na situação, restabelecendo a ordem.
Os eventos acontecidos nesse conflito ficaram marcados na história mitológica do velho oeste americano, sendo várias vezes utilizados como fonte de inspiração para produções artísticas ocidentais relacionados ao tema, além de ser uma das guerras de fronteira de maior alcance da história americana.   

## Eventos Pregressos
Conflitos relacionados a disputas de terra eram normais no desenvolvimento do Oeste americano, mas durante o século XIX principalmente, essas disputas passaram a alcançar um novo patamar em suas proporções, quando os colonos brancos passaram a intensificar a conquista do Oeste, após a consolidação do Ato Homestead. Esse período foi chamado pelo historiador Richard Maxwell Brown, de “guerra civil ocidental de incorporação”, ao qual a Guerra do Condado de Johnson fez parte.
No início da chegada dos colonos ao Wyoming, a maior parte das terras do estado estavam sob o domínio público, com grandes áreas de pastagem para criação de gado aos quais os fazendeiros passaram a fazer uso, além de uma grande faixa de terra para plantio. A cada primavera eram realizados rodeios a fim de separar o gado que pertencia a cada fazendeiro, os direitos a água e terras eram distribuídos ao produtor que primeiro se assentasse na localidade, e os outros fazendeiros e agricultores tinham que respeitar esses limites, porém a medida que mais pecuaristas se mudavam para o Wyoming, começaram a surgir disputas por áreas de terra e água, fazendo com que as grandes companhias produtoras de gado, monopolizassem suas terras, para que os recém chegados não usassem essas propriedades, ao mesmo tempo que proibiram seus empregados de terem posse de cabeças de gado, ameaçando perseguir aqueles que eles suspeitassem serem ladrões de gado.
A relação entre os pequenos e grandes pecuaristas era extremamente desconfortável, e isso piorou após o inverno rigoroso de 1886-1887, as nevascas habituais naquele inverno, foram seguidas por um verão quente e seco, o que devastou as pastagens, levando a perda de milhares de cabeças de gado, os grandes pecuaristas então passaram a se apropriar de terras e áreas com abastecimento de água, além de forçarem os pequenos pecuaristas a deixarem suas propriedades, contratando pistoleiros para persuadi-los a abandonar a área, incendiando suas casas e os proibindo de participar dos rodeios anuais.
A situação ficou ainda pior quando a legislação do estado aprovou a Lei Maverick, que determinava que as cabeças de gado encontradas em áreas abertas sem marcação, pertenciam automaticamente as grandes companhias pecuaristas, além de tudo isso as grandes companhias tinham grande participação nas ações políticas do Wyoming, limitando a participação dos pequenos produtores nas decisões a serem tomadas.

### Wyoming Stock Growers Association
A maior parte dos grandes pecuaristas do estado faziam parte da Wyoming Stock Growers Association (WSGA), se reunindo frequentemente no Clube Cheyenne, em Cheyenne, Wyoming. Essa associação tinha grande influência política no estado e na região, ela organizava a indústria pecuarista, tomando parte na programação dos rodeios e embarques de gado. A WSGA também contratou uma agência de detetives para investigar roubos de gado na região, porém esses ladrões frequentavam os mesmos ambientes que os pequenos pecuaristas, o que dificultava a discriminação de quem era criminoso e inocente. 
Os atos criminosos na região iam aumentando com as péssimas condições das pastagens e o duro tratamento das grandes companhias, e grupos criminosos atuando no roubo de gado tinham suas façanhas divulgadas largamente em meados dos anos 1880. Uma guerra aos ladrões foi declarada em Montana em 1884, por vigilantes conhecidos como Stuart’s Stranglers. No condado de Johnson o principal nome responsável pela eliminação desses criminosos era o xerife Frank M. Canton, que também era o principal detetive da agência contratada pela (WSGA), Canton tinha uma reputação de atirador letal, e um passado que também envolvia alguns crimes cometidos, inclusive roubos de gado, segundo historiadores era um assassino impiedoso, que já havia matado vários homens.   

## Guerra

### Primeiras Mortes
Em 20 de julho de 1889, o detetive George Henderson, que fazia parte da agência contratada pela (WSGA), acusou uma rancheira local chamada Ella Watson, de ter roubado cabeças de gado de outro pecuarista local, chamado Albert John Bothwell. Os pecuaristas enviaram alguns homens para capturar Ella e seu marido Jim Averell, ambos foram linchados e enforcados em uma árvore, o ato causou grande espanto na comunidade local, afinal de contas raramente uma mulher era punida de tal maneira, o acontecimento enfureceu parte da comunidade e abriu caminho para os futuros conflitos. O xerife da localidade Frank Hadsell, enviou alguns homens para prender os responsáveis pelo assassinato, seis homens foram capturados e um julgamento foi marcado, porém, as testemunhas chamadas a deporem passaram a ser ameaçadas, algumas delas sumiram em circunstâncias misteriosas, exemplos de Gene Crowder e Frank Buchanam, além de Ralph Cole que foi envenenado e morreu no dia do julgamento dos agressores.
Os inimigos da associação logo revidaram, George Henderson que havia acusado Ella Watson de roubo, foi encontrado por um grupo de ladrões e morto, o ato soou como uma provocação à associação dos grandes pecuaristas, que se sentindo desafiada apertou o cerco contra seus rivais, um vendedor de cavalos de Newcastle foi linchado em junho de 1891, e seu amigo um homem que já havia sido preso por roubo de gado, chamado Jimmy the “Butcher”, também foi assassinado. O detetive Tom Smith matou um homem suspeito de ser um ladrão, porém durante o seu julgamento, suas conexões com os barões do gado, o salvaram de uma condenação.
Após os assassinatos de seus competidores o controle da (WSGA) sobre a localidade era visível, até que um cowboy local chamado Nate Champion organizou junto a pequenos pecuaristas e agricultores locais a Northern Wyoming Farmers and Stock Growers' Association (NWFSGA), com o intuito de competir com a (WSGA), logo os membros da nova associação entraram na lista negra dos grandes pecuaristas da região, porém em vez de se sentirem ameaçados o novo grupo anunciou publicamente que realizaria seu próprio rodeio na primavera de 1892.
Logo se sentindo desafiados os proeminentes pecuaristas enviaram um grupo até Nate Champion com o intuito de assassinarem o pecuarista, Nate e outro homem chamado Ross Gilbertson estavam dormindo, sendo acordados pelo barulho da invasão, ambos entraram em uma troca de tiros com os agressores, Nate e Ross não sofreram ferimentos, um homem do bando enviado chamado Billy Lynkins foi morto e o resto do grupo acabou fugindo sem conseguir cumprir o seu objetivo. As investigações subsequentes apontaram para dois grandes fazendeiros como mandantes da tentativa de assassinato, porém nenhum deles foi intimado para algum esclarecimento ou punido, em meados de 1892 a atmosfera era pesada e os jornais locais anunciavam que uma guerra estava por vir. 

### Os Invasores
A WSGA, liderada por Frank Wollcott, um grande pecuarista de North Platte, enviou homens armados com a intenção de eliminar supostos ladrões e desmantelar a (NWFSGA). Àquela altura nomes proeminentes no Wyoming passaram a tomar partido das disputas, como o governador Amos W. Barber que se inclinou a apoiar os grandes pecuaristas, entendendo que eles vinham sofrendo vários roubos de criminosos locais, em contrapartida, um famoso cowboy e xerife de Buffalo, chamado William “Red” Angus, dava apoio aos pequenos produtores, que segundo ele estavam tendo suas terras roubadas pelos grandes produtores.
Em março de 1892, os grandes fazendeiros iniciaram um processo de recrutamento de pistoleiros com o intuito de formar uma força capaz de exterminar de vez seus rivais. Logo 23 pistoleiros do Texas foram contratados, além de quatro detetives e alguns homens voluntários do Wyoming que se uniram a expedição. A (WSGA) contratou o xerife do Condado de Johnson, Frank M. Canton, para liderar as incursões que tinham como objetivo desmantelar o grupo que insistia em resistir ao poder dos grandes pecuaristas. Mais tarde se descobriu que Canton tinha uma lista de 70 nomes que seriam fuzilados, e um contrato para pagar 5 dólares ao dia aos pistoleiros texanos, mais um bônus de 50 dólares para cada suspeito morto. O grupo ganhou o nome de “Os Invasores” e também era as vezes chamado de “Reguladores de Wollcott”.

### Confronto no Rancho KC
O primeiro alvo da (WSGA) era Nate Champion, que estava trabalhando no Rancho KC (rancho Kaycee). Os “invasores” chegaram ao rancho em uma sexta, 8 de abril de 1892, silenciosamente cercaram as edificações do rancho e esperaram amanhecer, outros três homens estavam em companhia de Champion naquele dia, dois foram capturados ao amanhecer quando saíram para coletar água no Rio Powder, o terceiro chamado Nick Ray foi baleado na porta da cabana do rancho, e morreria minutos depois dentro da cabana após ser puxado para dentro por Nate Champion.  
Champion resistiu por várias horas aos ataques do grupo, ferindo alguns dos homens da (WSGA), um fazendeiro chamado Jack Flagg, que passava pelo rancho de carroça avistou o acontecido, acabou sendo reconhecido como um dos homens que estavam na lista de procurados do bando e perseguido, porém Flagg portando um rifle conseguiu ferir os perseguidores e fugir da cena dos crimes. Os “invasores” continuaram seu cerco baleando o rancho e ateando fogo na cabana em que Champion se escondia, ele fugiu pela porta dos fundos e acabou sendo baleado e morto pelos homens a serviço da (WSGA), escrito no peito de Champion crivado de balas, um recado foi deixado pelo grupo, “Ladrões de gado, cuidado”.
Jack Flagg que havia conseguido escapar dos perseguidores horas antes, e que presenciou o ataque perpetrado pelos “invasores”, se dirigiu até o gabinete do xerife de Buffalo, e relatou o que havia acontecido, o xerife William “Red” Angus então, reuniu uma tropa de 200 homens armados e se dirigiu em direção ao Rancho KC, ainda naquela noite.

### Cerco ao Rancho TA
O grupo da (WSGA) seguia em direção a Buffalo com a intenção de continuar demonstrando sua força, porém, logo a noticia de que um grande grupo armado vinha em direção a eles lhes chegaria aos ouvidos, e o bando se refugiaria no Rancho TA, em Crazy Woman Creek. Durante a debandada um dos homens do grupo, o texano Jim Dudley, acabou se ferindo acidentalmente com sua própria arma que disparou nele após cair de seu cavalo, o pistoleiro morreria de gangrena alguns dias depois.
O grupo liderado pelo xerife Angus finalmente encontrou o bando da (WSGA) em um celeiro do Rancho TA, resultando em uma grande troca de tiros, os cavalos dos “invasores” foram sacrificados para evitar supostas fugas, um grupo de vinte homens tentou fugir a pé, foi capturado e espancado, cindo deles morreram, outro pistoleiro texano se feriu acidentalmente com sua própria arma enquanto rastejava para se proteger das balas disparadas, o tiro atingiu a sua virilha e ele acabou morrendo no local.
Felizmente para os "invasores" um dos homens da (WSGA), conseguiu fugir do celeiro e entrar em contato com o governador Barber, pedindo socorro para o grupo. O governador rapidamente entrou em contato com o presidente Benjamin Harrison, pedindo ajuda federal para conter a onda de violência. Harrison imediatamente ordenou ao secretário de guerra que tomasse uma atitude para conter a situação, a sexta cavalaria que estava baseada no Forte McKinney próximo de Buffalo, foi enviada para resolver o conflito, a tropa chegou ao Rancho TA às 6 da manhã de 13 de abril, o coronel J. J. Van Horn, oficial encarregado de liderar a operação, entrou em negociação com o xerife Angus, e com a promessa de que os “invasores” seriam entregues as autoridades conseguiu retira-los do celeiro e escolta-los até Cheyenne pacificamente. O telegrama do governador Barber repercutiu nacionalmente sendo impresso nos principais jornais do país, como o New York Times e o Chicago Herald.

## Ações da justiça
Após ser detido pelo batalhão da sexta cavalaria, o grupo da (WSGA) foi levado para Cheyenne, para permanecer na prisão local, o advogado do Condado de Johnson que ficaria encarregado de levantar as evidências para o julgamento do bando, começou a levantar informações junto ao envolvidos nos acontecimentos, descobriu-se então que o xerife Canton levava em sua bolsa uma lista de 70 homens que deveriam ser fuzilados, além de contratos que pagavam aos pistoleiros contratados 5 dólares ao dia, mais um bônus de 50 dólares caso matassem algum suspeito que era procurado pelo grupo, a lista continha pessoas que habitavam em outras cidades como Casper e Douglas. A lista de mandantes dos assassinatos foi exposta pelos jornais da época, porém nenhum nome foi mencionado, apenas que se tratavam de fazendeiros ricos de Cheyenne, Omaha e algumas autoridades do Wyoming, e que mandados de prisão seriam emitidos para todos eles.
Os “invasores”, entretanto, foram protegidos pelo sistema judicial amigável, que sofreu pressão dos barões do gado que corrompiam o sistema, as autoridades do Wyoming que foram mencionadas pelos jornais locais, nunca chegaram a sofrer qualquer ação da justiça, por fim, os homens contratados pela (WSGA) foram soltos após pagamento de fiança, muitos dos quais fugiram para o Texas e nunca mais foram vistos, no fim todas as acusações foram retiradas, com a desculpa de que o Condado de Johnson não tinha condições de arcar com os gastos dos julgamentos, e com os tramites judiciais.

## Novas Mortes
As tensões permaneceram altas no Condado de Johnson, em 10 de maio o U. S. Marshall, George Wellman, foi emboscado e morto por um grupo de moradores locais, Wellman tinha feito parte do grupo contratado pela (WSGA), apelidado de os “invasores”, sua morte causou repercussão nacional, ele foi o único oficial federal morto durante o conflito, o batalhão da sexta cavalaria também sofreu um atentado, quando uma bomba caseira foi plantada no forte em que o batalhão se alojava, deixando o oficial Charles B. Gatewood ferido, encerrando sua carreira militar precocemente.
A nona cavalaria foi enviada para o Forte McKinney, vinda de Buffalo o novo grupo chegou com a missão de reprimir os ataques violentos que vinham acontecendo, porém a população local não recebeu bem o batalhão, havendo uma grande troca de tiros que terminou com um soldado de Buffalo morto e duas pessoas feridas. Outros dois destacamentos foram enviados até a localidade, desta vez a população aceitou a entrada do grupo, no fim ninguém foi punido pelas autoridades.
No outono de 1892, os impasses relacionados ao conflito no condado continuavam, dois detetives contratados pelos barões do gado assassinaram dois supostos ladrões de gado, à leste do Rio Big Horn, os assassinos apoiados por um fazendeiro local, que havia se associado a (WSGA), fugiram do condado, sendo que nunca responderam judicialmente pelas mortes. Em 24 de maio de 1893, Dudley Champion, irmão de Nate Champion, foi assassinado após vir até o Wyoming em busca de emprego, o assassinato foi cometido por Mike Shonsey, que teve rixas com Nate, que acreditava ser ele um dos homens que tentou assassina-lo em seu rancho anos antes. Shonsey foi absolvido pela justiça local, que afirmou que a morte foi ocasionada em legitima defesa, sendo que Dudley foi morto enquanto passava pela frente do rancho de Shonsey, sem se quer ter oferecido qualquer ameaça ao agressor, Shonsey fugiu após o pagamento da fiança, com medo de que com o prosseguimento das investigações ele pudesse vir a ser punido. O irmão de Nate foi o último homem morto durante a Guerra do Condado de Johnson.

## Cenário Pós-conflito
Os ânimos permaneceram exaltados no Condado de Johnson muitos anos depois do fim dos conflitos, os dois lados da disputa tentaram de todas as maneiras justificar seus atos e transformar suas atitudes em gestos heroicos, haviam muito que consideravam os grandes pecuaristas, como homens se defendendo de ladrões e defendendo suas pastagens e propriedades, enquanto haviam aqueles que consideravam a (WSGA), como um grupo de criminosos amparados pela lei, por causa de seu poder econômico e politico, que corrompia todas as autoridades ao seu redor. Aqueles que apoiavam esses grandes pecuaristas, tentavam destruir a reputação daqueles que foram seus rivais, eles diziam que Ella Watson, a mulher que fora linchada e assassinada, era uma prostituta e ladra de gados, e que seu marido era seu parceiro de crimes e cafetão, disseminavam histórias de que Nate Champion era um ladrão de gado que liderava uma gangue chamada “Red Sash Gang”, da qual faziam parte criminosos que chegaram a integrar o bando de Jesse James. Essas alegações pouco a pouco iam sendo derrubadas com o passar do tempo, Ella Watson trabalhava como costureira para ganhar dinheiro extra, o que explicava a visita constante de homens em sua casa, Nate Champion nunca teve nenhum tipo de relação com qualquer membro de gangue daquela época.  
Ao mesmo tempo os simpatizantes dos pequenos fazendeiros também disseminavam histórias sobre a associação dos grandes fazendeiros do Condado de Johnson, dizia-se que vários criminosos renomados no Oeste naquela época, tinham trabalhado para a (WSGA), nomes como os de Tom Horn e Big Nose George Parrot eram mencionados constantemente, o que causava grande espanto na população local, por se tratarem de lendas da época, sabe-se porém que Tom Horn realmente trabalhou como detetive da (WSGA) em algum momento anterior à guerra do condado, porém, que já não exercia mais a função no momento do ápice do conflito.

## Efeitos Políticos e Econômicos
Dentro da (WSGA) haviam membros democratas e republicanos, porém a alta cúpula da associação era de maioria republicana, assim como o presidente Harrison, que no eclodir dos conflitos foi o responsável por colocar fim nas disputas, convocando as forcas federais para intervirem, porém, a falta de punição para os membros da (WSGA), deixou a impressão de que o grupo foi defendido por seu aparelhamento politico com o governo Harrison, o que fez com que a maioria da população pendesse seu apoio para os democratas nas eleições que viriam pela frente. Isso percebe-se quando se olha para os resultados eleitorais que se seguiram ao conflito, quando foi eleito um governador democrata no Wyoming em 1892, e que o candidato democrata para a presidência da república em 1896, William Jennings Bryan, teve uma larga vantagem de votos no estado naquelas eleições, sendo que no Condado de Johnson, essa vantagem foi esmagadora.
A (WSGA) em 1893 abriu suas portas para que os pequenos pecuaristas e agricultores fizessem parte da associação também, as figuras que outrora centralizavam grande poder dentro da associação deixaram a área, acabando com o vigilantismo e o poder agressivo das grandes companhias, além disso o sistema de campos abertos para compartilhamento de pastagens para pecuária foi abolido, fazendo-se uma transição para a produção pecuária e agropecuária em larga escala.   

## Legado
A guerra do Condado de Johnson, ganhou tons de uma disputa de classes, que teve fim com a intervenção federal, que não puniu devidamente os grandes responsáveis pela violência assistida. O conflito com o passar dos anos foi romantizado, servindo de inspiração para grandes obras do gênero Western, incluindo obras literárias, filmes e programas de televisão. O livro “The Banditti of the Plains”, escrito em 1894 por Asa Mercer, que presenciou todos os acontecimentos do conflito, foi o primeiro trabalho a ser publicado sobre a guerra, porém durante muito tempo ele foi abafado pelo poder dos grandes pecuaristas que não queriam que o conteúdo do livro viesse a tona, o livro foi reimpresso várias vezes no século XX e XXI, a última delas em 2015.
Vários outros escritores usaram o conflito para escreverem obras, alguns deles simpatizaram com a causa dos pequenos pecuaristas, ao mesmo tempo que outros defendiam os grandes produtores, justificando seus atos. Muitas obras posteriores usaram da guerra do condado como inspiração para seus projetos artísticos, mesmo que não usassem as figuras imortalizadas no conflito, ou que não fizessem um relato fidedigno dos acontecimentos, a fonte de inspiração e a temática utilizada, foram retiradas desta que foi uma das maiores e mais famosas guerras de fronteira da história dos Estados Unidos da América.
A história da guerra do Condado de Johnson do ponto de vista dos pequenos fazendeiros foi narrada pelo residente de Kaycee, Chris LeDoux, em sua canção "Johnson County War" do álbum de 1989 Powder River. A canção incluía referências ao incêndio do Rancho KC, a captura dos homens da (WSGA), a intervenção da Cavalaria dos Estados Unidos e a libertação dos pecuaristas e pistoleiros.  O Jim Gatchell Memorial Museum em Buffalo apresenta exibições sobre a Guerra do Condado de Johnson, bem como uma estátua de bronze de 2,1 m de Nate Champion. Kaycee, Wyoming, o antigo local do Rancho KC, também ergueu um museu para relembrar a famosa guerra, que ainda hoje vive no imaginário da população local, assim como na mente daqueles que apreciam as histórias relacionadas ao selvagem velho oeste americano.